# Saulzoir
Saulzoir és un municipi francès, situat a la regió dels Alts de França, al departament del Nord. L'any 2006 tenia 1.701 habitants. Limita al nord-est amb Verchain-Maugré, a l'est amb Haussy, al sud-est amb Montrécourt, al sud amb Saint-Aubert, al sud-oest amb Villers-en-Cauchies i al nord-oest amb Haspres

## Demografia
| 1962                                       | 1968  | 1975  | 1982  | 1990  | 1999  | 2006  |
| ------------------------------------------ | ----- | ----- | ----- | ----- | ----- | ----- |
| 2.010                                      | 2.022 | 1.953 | 1.870 | 1.794 | 1.704 | 1.701 |
| Des de 1962: població sense dobles comptes |       |       |       |       |       |       |

## Administració
| Període   | Identitat          | Partit |
| --------- | ------------------ | ------ |
| 1945-1957 | Émile Boucly       |        |
| 1957-1965 | Paul Leduc         |        |
| 1965-1975 | Alcide Lagrue      |        |
| 1975-1977 | Julien Plouchart   |        |
| 1977-1986 | Guy Lanciaux       |        |
| 1986-2001 | Bernard Monsergent | PCF    |
| 2001-2008 | Jean Bourgeois     |        |
| 2008-     | Germaine Forgeois  |        |